# Tuffi ai campionati europei di nuoto 2010 - Piattaforma 10 metri femminile
La gara si è disputata il 12 agosto 2010 e vi hanno partecipato 19 atlete. Le prime 12 dopo il primo turno sono state ammesse alla finale.

## Medaglie
| Posizione | Atleta          | Paese    |
| --------- | --------------- | -------- |
| Oro       | Christin Steuer | Germania |
| Argento   | Noemi Batki     | Italia   |
| Bronzo    | Yulia Koltunova | Russia   |

## Qualifiche
| Pos. | Atleta               | Nazione       | Punti  |
| ---- | -------------------- | ------------- | ------ |
| 1    | Yulia Koltunova      | Russia        | 344.25 |
| 2    | Julija Prokopčuk     | Ucraina       | 339.30 |
| 3    | Olga Vintonyak       | Russia        | 328.05 |
| 4    | Christin Steuer      | Germania      | 327.55 |
| 5    | Noemi Batki          | Italia        | 324.10 |
| 6    | Elina Eggers         | Svezia        | 321.60 |
| 7    | Nora Subschinski     | Germania      | 310.40 |
| 8    | Valentina Marocchi   | Italia        | 310.10 |
| 9    | Monique Gladding     | Gran Bretagna | 301.90 |
| 10   | Audrey Labeau        | Francia       | 282.85 |
| 11   | Mara Elena Aiacoboae | Romania       | 275.30 |
| 12   | Corina Popovici      | Romania       | 269.50 |
| 13   | Villö Kormos         | Ungheria      | 268.95 |
| 14   | Sarah Barrow         | Gran Bretagna | 266.25 |
| 15   | Melinda Mátyás       | Ungheria      | 254.80 |
| 16   | Silva Karina         | Spagna        | 233.35 |
| 17   | Ginni Van Katwijk    | Paesi Bassi   | 222.35 |
| 18   | Julia Lönnegren      | Svezia        | 216.25 |
| 19   | Milica Stjepanovic   | Serbia        | 142.95 |

## Finale
| Pos. | Atleta               | Nazione       | Punti  |
| ---- | -------------------- | ------------- | ------ |
|      | Christin Steuer      | Germania      | 354.50 |
|      | Noemi Batki          | Italia        | 343.80 |
|      | Yulia Koltunova      | Russia        | 340.45 |
| 4    | Nora Subschinski     | Germania      | 320.20 |
| 5    | Julija Prokopčuk     | Ucraina       | 317.05 |
| 6    | Olga Vintonyak       | Russia        | 316.50 |
| 7    | Monique Gladding     | Gran Bretagna | 311.95 |
| 7    | Valentina Marocchi   | Italia        | 311.95 |
| 9    | Audrey Labeau        | Francia       | 309.95 |
| 10   | Mara Elena Aiacoboae | Romania       | 279.45 |
| 11   | Elina Eggers         | Svezia        | 274.45 |
| 12   | Corina Popovici      | Romania       | 260.75 |